# Nurbanu Sultan

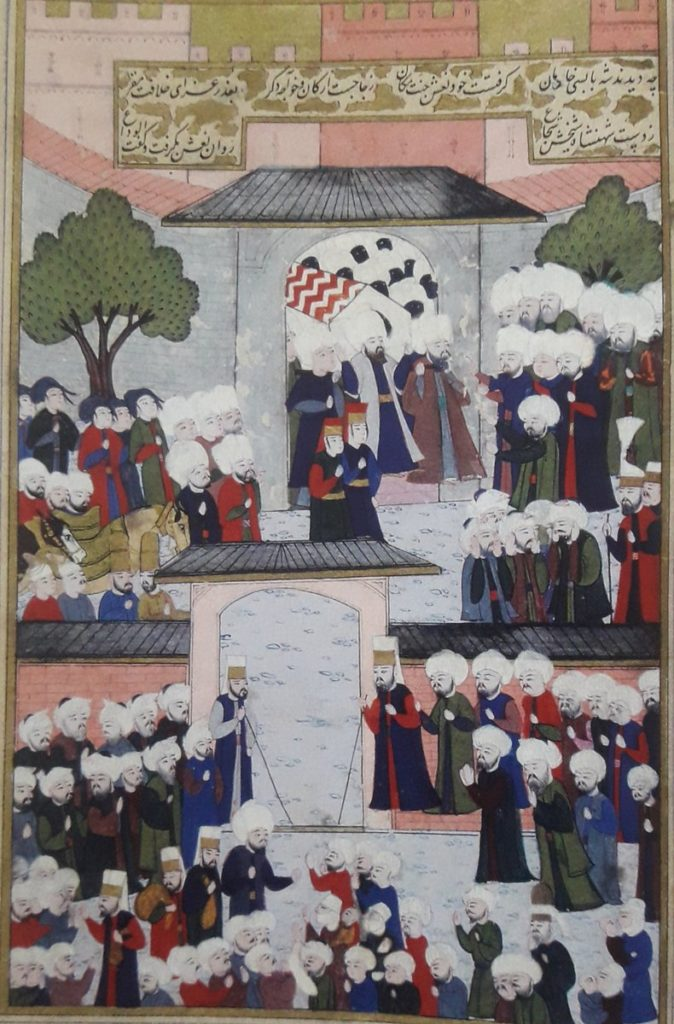
El funeral de Nurbanu Sultan en una miniatura de llibre Shahnshanama ("El llibre del Rei dels Reis")

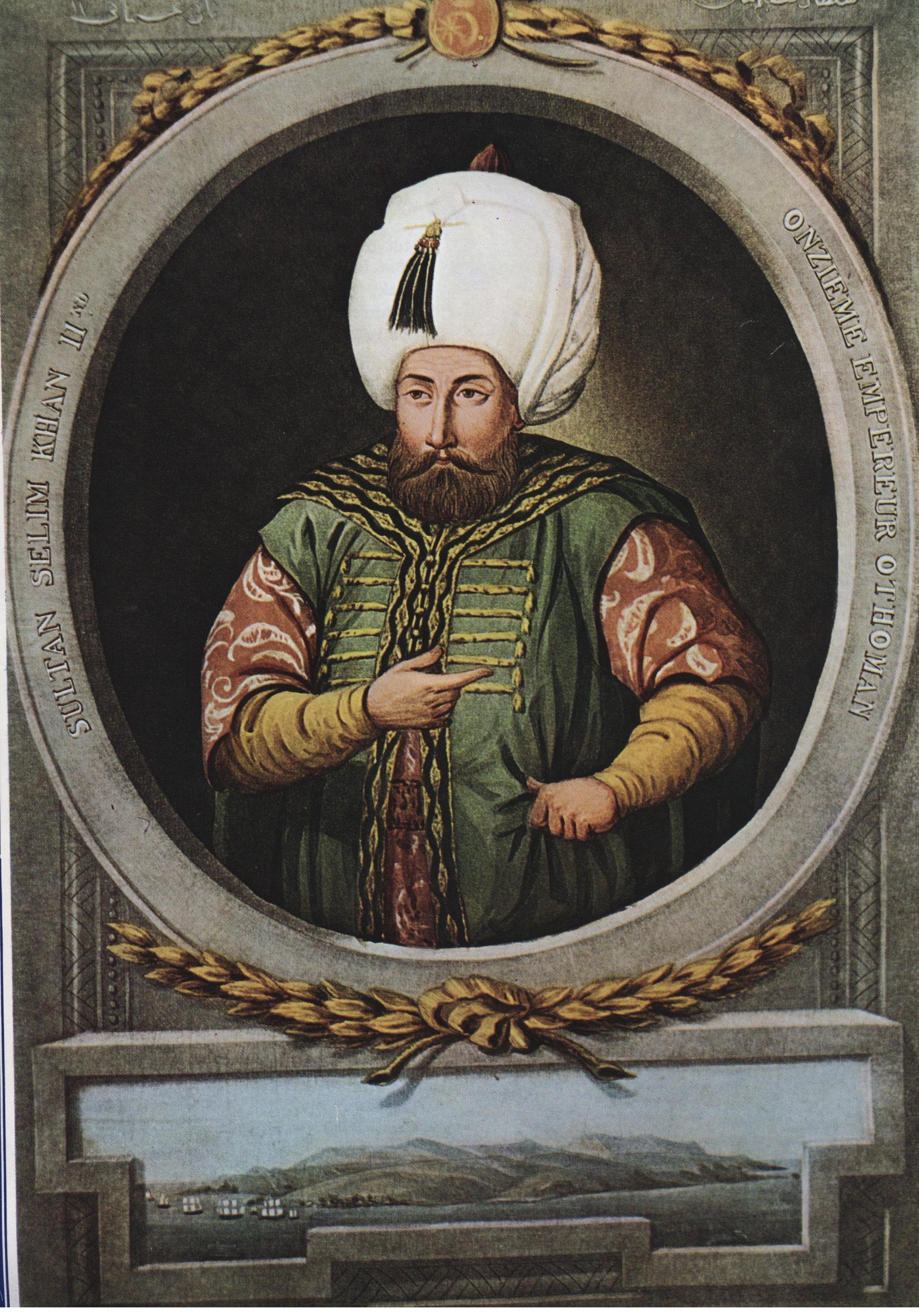
El Soldà Selim II, conjuge de Nurbanu

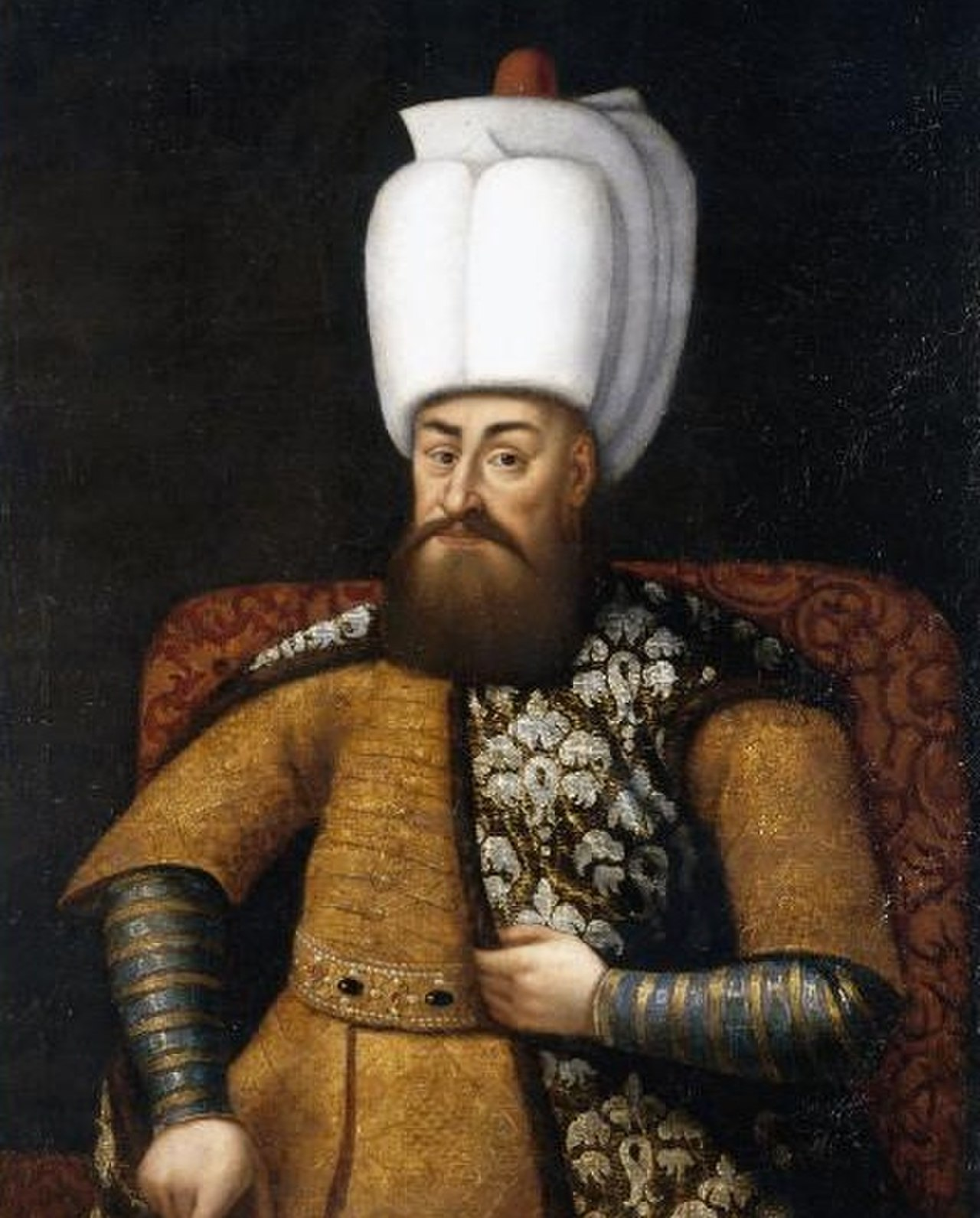
El Soldà Murat III, fill de Nurbanu

Valide Afife Nurbanu Sultan ("Reina de la Llum") (Paros o Corfú, 1525 o 1530 - Istanbul, 7 de desembre de 1583) (nascuda amb el nom de Cecília Venier, Kale Kartanou o Rachel Marié Nassi) va ser la segona Haseki Sultan de l'Imperi Otomà, i Valide Sultan com a mare del Soldà Murat III. Va ser una de les figures més destacades durant l'època del Sultanat de les Dones.

## Orígens
Nurbanu va néixer entre els anys 1525 i 1530. La seva ètnia és desconeguda i fins ara moltes coses sobre ella es troben en debat, a causa de la pèrdua o destrucció de diversos arxius.
L'any 1900, Emili Spagni va afirmar que ella era una noble veneciana, filla de Nicolò Venier i Violanta Baffo, segrestada a Paros quan va ser capturada per l'almirall otomà Hayreddin Barbarroja durant la Tercera Guerra Otomana-Veneciana. La mateixa sultana acostumava a afirmar que era d'ascendència noble veneciana, però mai anomenava a la seva família. La opinió que Nurbanu Sultan era Cecilia Venier Baffo ha estat seguida per Franz Babinger al seu article sobre Nurbanu Sultan per la publicació Dizionario Biografico Degli Italiani.
L'any 1992, B. Arbel va desafiar l'opinió que ella era realment d'ascendència veneciana. Segons ell, la teoria més plausible és que ella era de Corfú i el seu nom de naixement era Kale Kartanou.
L'historiador turc, Ahmet Refik creia que ella era una descendent de jueus anomenada Rachel Marié Nassi. Alguns historiadors també donen suport a aquesta teoria.
Nurbanu, la qual posseïa una gran bellesa i intel·ligència va cridar l'atenció de Hürrem Sultan, i va ser enviada a l'harem del futur Selim II, qui aleshores només era un príncep i tenia poques possibilitats d'ascendir al tron. Finalment, l'any 1546, va tenir un fill, el futur Soldà Murat III.

## Vida
L'any 1537, el famós corsari Khair ed-Din Barba-rossa va conquerir l'illa de Paros i Cecília va ser capturada i venuda al mercat d'esclaus de Constantinoble. Va ser introduïda al palau de Topkapi durant el regnat de Solimà el Magnífic. Posteriorment, va passar a formar part de l'harem de Selim II i va ser escollida com a favorita. El dia 4 de juliol de l'any 1546 va tenir el seu únic fill, l'hereu al tron que posteriorment seria Murat III. Va ser anomenada Haseki Sultan en casar-se amb Selim II al voltant de l'any 1570.
Els poemes que Selim II va escriure per Nurbanu es consideren els exemples més bells de la literatura de diwan. Com Selim va escriure per Nurbanuː
"Quan m'avances, els llocs que trepitges esdevenen un jardí de roses, i quan em mires després que et crido, se sent com si el temps es parés".
Quan el príncep Selim va ascendir al tron, Nurbanu va obtenir el títol de Haseki Sultan sent la segona dona esclava en la història otomana en contraure matrimoni amb un soldà, tenint un sou de 1100 àspers diaris i més de 170 servents a la seva disposició, i a més va tenir una gran influència en els assumptes estatals i de l'harem, a conseqüència del gran amor i respecte que li tenia el seu marit, Selim II. Va ser una de les sultanes més poderoses i la tercera sultana més rica de l'Imperi Otomà. Durant els anys següents, moltes dones van entrar a la vida de Selim, però cap d'elles el va impressionar tant com ho va fer Nurbanu.

## Valide Sultan
Quan l'any 1574 Murat III va ascendir al tron, Nurbanu va rebre el títol de Valide Sultan i va esdevenir en la segona dona a obtenir aquest títol, però va ser la primera a tenir-lo de forma legal i oficial, i va mantenir el seu lideratge en l'assessorament polític del seu fill. Nurbanu, amb tota la seva influència sobre el seu fill, es trobava involucrada en el govern, i semblava que el mateix soldà no tingués veu en el seu regnat. Tot i que també va tenir influència sobre moltes coses com a Haseki, gairebé només va donar suport a Selim des de l'ombra i, gradualment, va anar construint el seu propi cercle per al futur. Com a Valide, va començar a treballar immediatament i va posar a les seves persones de confiança en llocs cada vegada més alts per enfortir-se a ella mateixa i al seu fill a través d'ells. El seu objectiu manifest era debilitar la influència del seu gendre, Sokollu Mehmed Paixà, ja que la influència d'aquest gairebé havia rivalitzat amb la del soldà, i això no es podia permetre. Els partidaris de Nurbanu tampoc eren insignificants, perquè incloïen, per exemple, al cinquè visir Lala Mustafà Paixà i Sems Ahmed Paixà, que va servir durant els regnats de Selim I, Solimà I i Selim II. També va tenir un gran aliat en Gazanfer Agha, l'eunuc principal, Esther Handali, una poderosa dona jueva, i Canfeda Hatun.
També va mantenir correspondència amb el Dux de la República de Venècia. El seu profund compromís amb Venècia també fa probable el seu origen venecià. La seva influència en aquest tema va ser tant seriosa que no només va ajudar a crear petits pactes comercials, sinó que també va detenir una guerra concreta. Això últim va tenir lloc poc abans de la seva mort. Quan va sentir a dir que l'almirall Kiliç Ali Paixà, en resposta a les provocacions dels venecians, volia suggerir una guerra al soldà, Nurbanu va enviar un missatge immediatament al Paixà perquè no s'atrevís a presentar-se davant de Murat amb aquella idea. El Paixà va rebre la carta mentre esperava l'audiència amb el soldà, pel que quan el van cridar, el Paixà, confós i espantat, va deixar caure la carta que, al seu torn, va ser recollida i retornada per un servent amb la intenció d'ajudar. Això va cridar l'atenció del soldà qui, per descomptat, va preguntar què era. Tanmateix, ell es va limitar a respondre que ja no era important, ja que la Valide Sultan hi estava en contra.
El poder de Nurbanu queda il·lustrat per un esdeveniment ocorregut l'any 1582, quan va tenir una discussió amb en Gran Visir, Koca Sinan Paixà. El Gran Visir es va atrevir a dir de Nurbanu queː
"No és el consell de les dones el que governa l'imperi, ni la influència recau en elles, tot i que vulgui de mostrar que és així passi el que passi".
Naturalment, Nurbanu va decidir ensenyar-li al Gran Visir el seu error i, simplement, li va demanar al seu fill que destituís a Sinan del seu càrrec, qui així ho va fer.
També va seguir l'exemple de la seva difunta sogra, Hürrem Sultan, en la correspondència amb destinataris estrangers, ja que mantenia correspondència regular amb Catalina de Mèdici, reina de França. Gràcies a la seva correspondència amb Catalina, va aconseguir estabilitzar les relacions entre els dos països i enviar i rebre ambaixadors. A més, amb l'ajut de la seva cunyada Mihrimah Sultan i de la seva filla Esmehan Sultan, va aconseguir que els francesos alliberessin a dues dones turques prèviament capturades al mar.
Nurbanu, qui posseïa una gran fortuna, va deixar un gran nombre de construccions pietoses. Les més importants són la Mesquita Eski Valide i el seu complex, a Üsküdar, Toptasi. Aquest edifici va entrar en servei l'any 1583. Per obtenir diners per aquest edifici, va construïr el Yesil Dîrekli Hamam (gran bany turc) a prop de la Mesquita Cedid Valide, el Çemberlitas Hamami (Çife Hamam) a Divanyolu i el Havuzlu Hamam a Langa. Va fer recol·lectar aigua amb el nom de Eski Valide Suyu, i va drenar aquesta aigua de les fonts de la Mesquita i el seu complex.
Nurbanu i la seva jove Safiye Sultan van tenir una relació molt dolenta, un exemple d'això és que en el moment de la seva mort, Nurbanu li va demanar a Murat que no permetés que Safiye obtingués cap poder, ni polític ni a l'harem, i aquest va complir la seva promesa posant a la criada de la seva mare, Canfeda Hatun, com la nova directora de l'harem. Un altre exemple de la seva mala relació és que, entre els anys 1580 i 1582, Safiye hauria estat expulsada del palau deguit a que Murat va ser incapaç de mantenir relacions amb dones, i Nurbanu la va acusar d'haver-lo embruixat.

## Caritat
Nurbanu volia crear projectes de construcció més grans que els de Hürrem, amb l'ajut de Sinan, va crear el Complex de la Mesquita Atik Valide a Üsküdar. Les construccions van començar amb el permís de Selim durant el seu regnat. En aquests permisos emesos per Selim, s'anomena a Nurbanu com a Valide Sultan tot i que ella no tenia el títol en aquell moment. Finalment, l'any 1583, es va finalitzar la construcció d'aquesta mesquita. Aquest edifici és el primer a la capital construït per una dona membre de la dinastia i tenia dos minarets. A més de la mesquita, el complex comptava amb diverses escoles, un allotjament sufí, un hospital completament equipat i la primera biblioteca creada per una dona a la capital. També hi havia un menjador social, on es donaven aliments als més necessitats, i uns banys.
Tanmateix, no només van ser les seves grans construccions les que van fer de Nurbanu una persona caritativa. Va fer construir una residència a Yeni Kapi, on sovint rebia convidats i escoltava queixes. Ella també va assistir personalment a les oracions públiques tots els divendres. El soldà Solimà també feia això, Selim només visitava la mesquita ocasionalment per resar en públic, però Murat no va demostrar cap disposició, per la qual cosa ella va continuar amb la tradició en el lloc del seu fill.
Nurbanu també va tenir un fill adoptiu, Mahmut, l'origen del qual és desconegut i el motiu pel qual va ser adoptat per Nurbanu també es desconeix. Tot el que se sap és que Selim II li va donar el nen perquè ella en tingués cura. Nurbanu va donar una especial atenció a l'educació del nen, que mica en mica va anar ascendint políticament. A més, la Valide Sultan també volia que aquest es casés amb una de les seves netes, Ayse. Entre els seus nets, Ayse era la que menys s'assemblava a Safiye. Tot i això, amb la mort de Nurbanu el matrimoni no es va portar a terme, les possibilitats de Mahmut van minvar, per la qual cosa va refusar a esdevenir el marit d'Ayse i es va casar amb la filla d'una família molt prominent.

## Descendència
- Sah Sultan (Manisa, 1544 - Istanbul, 2 de novembre de l'any 1577), es va casar l'any 1562 amb Damat Çakircibasi Hasan Paixà, i més tard es va casar amb Damar Silahtar Ali Paixà.

- Gevherhan Sultan (Manisa, 1545 - Istanbul, 1624), casada l'any 1562 amb Damat Piyale Paixà, posteriorment es va casar amb Damat Mehmet Paixà.

- Esmehan Sultan (Manisa, 1545 - Istambul, 8 d'agost de l'any 1585), es va casar l'any 1562 amb el Damat Sokollu Mehmed Paixà, després amb el Damat Kalaylikoz Ali Paixà.

- Murat III (Manisa, 4 de juliol de l'any 1546 - Istanbul, 15 de gener de l'any 1595), va succeir el seu pare l'any 1574 sota el nom de Murat III, els cristians l'anomenàven Amurates III.

## Mort
Es va posar greument malalta, possiblement de càncer d'estómac. Va morir el 7 de desembre de l'any 1583 i va ser sebollida al costat del seu marit al pati de la Mesquita de Santa Sofia. Es rumorejava que va ser la mateixa sultana Safiye qui va estar darrere de la mort de Nurbanu, enverinant a poc a poc els seus àpats amb l'ajut d'algunes criades, fins a la seva mort. No obstant això, ha quedat en només un rumor. Per altra banda, a prop d'un terç de la seva immensa fortuna va quedar en mans de les mesquites i de les fundacions de caritat.
Nurbanu va atraure un gran grup de seguidors al seu funeral. En contra de la norma de que els sultans havien de romandre al palau durant la processó fúnebre, Murat va decidir acompanyar el cadàver de la seva mare fins a la Mesquita Fatih. Va ser sebollida al costat de Selim, sent la primera dona a ser enterrada al costat del seu cònjuge.Plantilla:Sucesión